# نفس (صوفية)
النفس هي كلمة عربية ذكرت في القرآن، وتعني حرفيًا «الذات»، تستعمل للدلالة على «النفس» أو «الأنا» أو «الروح». ذكرت الكلمة في القرآن للدلاة على فردية النفس، (البقرة 2:48) وللدلالة على النفس الجماعية (النسا 4:1)، مما يشير إلى أنه على الرغم من أن الإنسانية متحدة في امتلاك الصفات الإيجابية لذات النفس، لكن كل فرد مسؤول بشكل فردي عن ممارسة «الإرادة الحرة» التي توفرها لهم.
الكثير من الأدبيات الشائعة المتعلقة بالأنفس تركز على المفاهيم الصوفية للمصطلح. وفقًا للفلسفات الصوفية، فإن النفس في حالتها غير الصافية هي «الأنا»، التي يعتبرون أنها البعد الأدنى للوجود الشخصي الداخلي وهي طبيعته الحيوانية والشيطانية. النفس هو مفهوم مهم في التقليد الإسلامي، وخاصة داخل الصوفية والمعرفة الباطنية (معرفة الله) في الإسلام الشيعي  .

## المفهوم القرآني
في القرآن، ذكر الجذر الثلاثي (ن ف س) 298 مرة وفي أربعة أشكال: 
1. مرة واحدة على شكل فعل «تنفس».
2. مرة واحدة على شكل «تنافس».
3. 295 مرة على شكل «نفس».
4. مرة واحدة على شكل النعت «متنفسون».

وللإسم «نفس» في القرآن معاني ودلالات مهمة. مثل ما ذكر في سورة المائدة 105: «يَا أَيُّهَا الَّذِينَ آمَنُوا عَلَيْكُمْ أَنفُسَكُمْ ۖ لَا يَضُرُّكُم مَّن ضَلَّ إِذَا اهْتَدَيْتُمْ ۚ إِلَى اللَّهِ مَرْجِعُكُمْ جَمِيعًا فَيُنَبِّئُكُم بِمَا كُنتُمْ تَعْمَلُونَ»  وهنا، يبدوا أن الموضوع الرئيسي لكلمةالنفس هو غرس شعور المسؤولية الفردية من خلال التركيز القوي على اختيارات الفرد، وفي نفس الوقت تذكير الإنسانية عن الأصول المشتركة بينها مثلما ذكر في سورة النفس (أَيُّهَا النَّاسُ اتَّقُوا رَبَّكُمُ الَّذِي خَلَقَكُم مِّن نَّفْسٍ وَاحِدَةٍ وَخَلَقَ مِنْهَا زَوْجَهَا وَبَثَّ مِنْهُمَا رِجَالًا كَثِيرًا وَنِسَاءً ۚ وَاتَّقُوا اللَّهَ الَّذِي تَسَاءَلُونَ بِهِ وَالْأَرْحَامَ ۚ إِنَّ اللَّهَ كَانَ عَلَيْكُمْ رَقِيبًا).
يضفي القرآن أهمية كبيرة على نفس الفرد، مع تسليط الضوء على وكالة الإرادة الحرة والعقل، والتي بدونها لا يمكن أن توجد أي مسؤولية أو مساءلة. لا ينسب القرآن إلى النفس أي خصائص كامنة في الخير أو الشر، ولكن بدلا من ذلك يشدد على وجوب تجذيب النفس وترويضها لتصبح صالحة من خلال الأفكار والأعمال. وبالتالي فإن المفهوم القرآني للنفس له تطبيق عصري للغاية، مثل مفهوم نيتشه (Übermensch) أي «الإنسان الأمثل»، كما اقترح محمد إقبال، العالم المسلم والفيلسوف البارز، الذي ذهب إلى حد اتهام نيتشه باستعارة مصطلحه من الفكر الإسلامي. وصرح إقبال: «من المحتمل أن نيتشه استعارها من أدب الإسلام أو من الشرق ؤأعطاها مفهوم منحط عندما فسرها بمفاهيمه المادية».

## مفهوم النفس في التصوف
في الصوفية، هناك ثلاث مراحل أساسية للنفس كما تذكر الحكمة الصوفية وكذلك أيات مختلفة من القرآن. تطلق الصوفية عليهم «المراحل» في عمليات تنمية، وصقل والتتمكنلنفس.  

### النفس الأمارة
في المرحلة البدائية تحرضالنفس على ارتكاب المعاصي: هذا هي النفس البدائية السفلى والتي تتبع الغرائز الأساسية. ففي القرآن الكريم، يقول لنبي يوسف "ومع ذلك أزعم لا أن بلدي النفس كانت بريئة: وَمَا أُبَرِّئُ نَفْسِي ۚ إِنَّ النَّفْسَ لَأَمَّارَةٌ بِالسُّوءِ إِلَّا مَا رَحِمَ رَبِّي ۚ إِنَّ رَبِّي غَفُورٌ رَّحِيمٌ (يوسف 53) يؤكد الإسلام على أهمية محاربة النفس التحريضية وكذلك في الحديث. يقول أحد التقاليد إن محمد قال بعد عودته من الحرب، "نعود الآن من الجهاد الأصغر إلى الجهاد الأكبر". سأل أصحابه، "يا رسول الله، ما هو الجهاد الأكبر؟" فأجاب: "إنه الجهاد ضد النفس"  الا أن السلفيين من أهل السنة والجماعة لا يعتبرون هذا الحديث صحيحا.
تنقسم هذه المرحلة عمومًا إلى مستويين هما «النفس الحيوانية»، و«النفس الإبليسية». فانفس الحيوانية تصف الذات التي تعمل على تحقيق الرغبات المادية والحسية والملذات الحيوانية. أما النفس الإبليسية هي أدنى من النفس الحيوانية والتي تسعى لاستبدال حب الله بحب النفس.
يأمر القرآن المؤمنين بنهي النفس عنالشهوات كما ذكر في سورة النازعات 40 ("وَأَمَّا مَنْ خَافَ مَقَامَ رَبِّهِ وَنَهَى النَّفْسَ عَنِ الْهَوَىٰ)، 79:40
```
وهناك حديث يحذر من أن أسوأ عدو للإنسان هو
النفس
 على الجانبين."
[
11
]
 كما يحذر 
جلال الدين الرومي
 من
النفس
 التي تخفي النفاق الديني، قائلا «تحمل
النفس
 
المسبجة
 
والقرآن
 في اليد اليمنى والسيف والخنجر في الأكمام.» 
[
12
]
```

وغالبا ما تستخدم صور الحيوانات لوصف النفس. الصورة الشائعة هي حمار أو حصان جامح يجب تدريبه وكسره بحيث يصل في النهاية لهدفه. يقارن الرومي النفس بجمل بطله مجنون (العقل) والذي يحاول أن يأخذ صاحبه بعيدا عن محبوبه (الله).

### النفس اللوامة
في سورة القيامة أية 2، يذكر القرآن "النفس اللامة". وتفسر على أنها المرحلة التي يستيقظ فيها الضمير وتتهمه النفس بالاستماع إلى الأنا. يتوجب على هذه التوبة وطلب المغفرة."  هنا، تصور النفس أنها من تأثير القلب الذي يرى نتائج الأفعال التي تتوافق مع العقل، يرى نقاط الضعف الخاصة بالفرد، والتي تطمح إلى الكمال.

### النفس المطمئنة
يذكر القرآن في في سورة الفجر أية 27 مصطلح «النفس المطمئنة». هذه هي المرحلة المثالية للأنا عند المسلمين. على هذا المستوى، يكون المرء ثابتًا في إيمانه ويترك السلوكًيات السيئًة.  تصبح الروح هادئة وفي سلام.  في هذه المرحلة، يطهر أتباع الصوفية أنفسهم من كل الغرائز المادية والمشاكل الدنيوية ويرضون بإرادة الله.

## أربع مراحل إضافية للنفس
بالإضافة إلى المراحل الرئيسية الثلاثة، يتم ذكر أربع مراحل أخرى:

### النفس الملهمة
تأتي هذه المرحلة بين المرحلتين الرئيسية الثانية والثالثة. إنها مرحلة العمل. على هذا المستوى «يصبح المرء أكثر ثباتًا في الاستماع إلى ضميره، لكنه لم يستسلم بعد».  بمجرد أن ترى نقاط ضعفك وتحدد أهدافك، فإن هذا النفس تلهمك للقيام بأعمال حسنة وأن تكون في الجانب الإيجابي. يقول الصوفيون إنه من المهم أن تتصرف فورًا عندما تفكر في الخير. يضع عباس بن عبد المطلب ثلاث قواعد:  
1. التعجيل. يجب القيام بعمل جيد على الفور ويجب ألا يكون هناك كسل.
2. التحقير. يجب أن تنظر إلى أفعالك الصالحة باحتقار وإلا فإنك ستصبح بارًا ذاتيًا.
3. الإخفاء. يجب أن تبقي أفعالك سرية وإلا فإن الناس سوف يمدحونك وسيجعلونك من الصالحين.

وفقًا للقرآن، يجب إعطاء الصدقة سراً وعلانية. بحسب الأية 31 من سورة إبراهيم (قُل لِّعِبَادِيَ الَّذِينَ آمَنُوا يُقِيمُوا الصَّلَاةَ وَيُنفِقُوا مِمَّا رَزَقْنَاهُمْ سِرًّا وَعَلَانِيَةً مِّن قَبْلِ أَن يَأْتِيَ يَوْمٌ لَّا بَيْعٌ فِيهِ وَلَا خِلَالٌ ")

### النفس الراضية
وتأتي المرحلة بعد المرحلة الرئيسية الثالثة. على هذا المستوى «يرضى المرء بكل ما يأتي من الله ولا يعيش في الماضي أو في المستقبل، ولكن في الوقت الحالي.»  «يفكر المرء دائمًا:» إلهى أنتا مقصودي ورضاك مطلبي«. يرى المرء نفسه دائمًا على أنه ضعيف ويحتاج إلى الله.» 

### النفس المرضية
على هذا المستوى تكون الروح "قد وصلت إلى مرحلة السلام".  "وأصبحت لينة ومتسامحة مع الناس وتعتمد الأخلاق الحميدة في التعامل مع الأخرين.

### النفس الشفيعة
على هذا المستوى يحصل المرء على صفات الإنسان الكامل، الرجل المثالي، الذي يستسلم بالكامل لمشيئة الله".  وهو "في اتفاق تام مع إرادة الله". 

## التسلسل الكامل لتنمية النفس
ولذلك، فإن التسلسل الكامل للمراحل السبعة للتطوير النفس تكون على النحو التالي:
1. والنفس الأمارة
2. النفس اللوامة
3. النفس الملهمة
4. النفس المطمئنة
5. النفس الراضية
6. النفس المرضية
7. النفس الشفيعة

## خصائصالنفس
في حالتها البدائية هناك سبع خصائص نفسية يجب التغلب عليها:  
1. التكبر
2. الطمع
3. الغيرة
4. الشهوة
5. الغيبة
6. البخل
7. الخبث

## للقراءة المعمقة
- القواعد الثلاثة لعباس بن عبد المطلب والقسم الخاص بخصائص النفس هي ترجمة من النص الفارسي شهيد الوجود ، كتب قبل مائتي سنة.
- رائد الطائي. 2013. أمراض النفس وعلاجها عند علماء التصوف. دار الكتب العلمية للنشر، بيروت [16]
- علي زيعور. التفسير الصوفي للقرآن عند الصادق.

## روابط خارجية
- البحث في القرآن: الإسلام
- سهيلة وصيف خالد، النفس البشرية بين علم النفس والتصوف. موقع نفحات.
- اللمع للطوسي
- عوارف المعارف